# Vierismo
Vierismo, nombre dado a corriente política histórica uruguaya que representó una escisión del batllismo, surgida en 1919 y dirigida por el expresidente batllista, Feliciano Viera.  
Utilizó el nombre Partido Colorado Radical, que le fuera dado por uno de sus más jóvenes dirigentes, Raúl Jude.

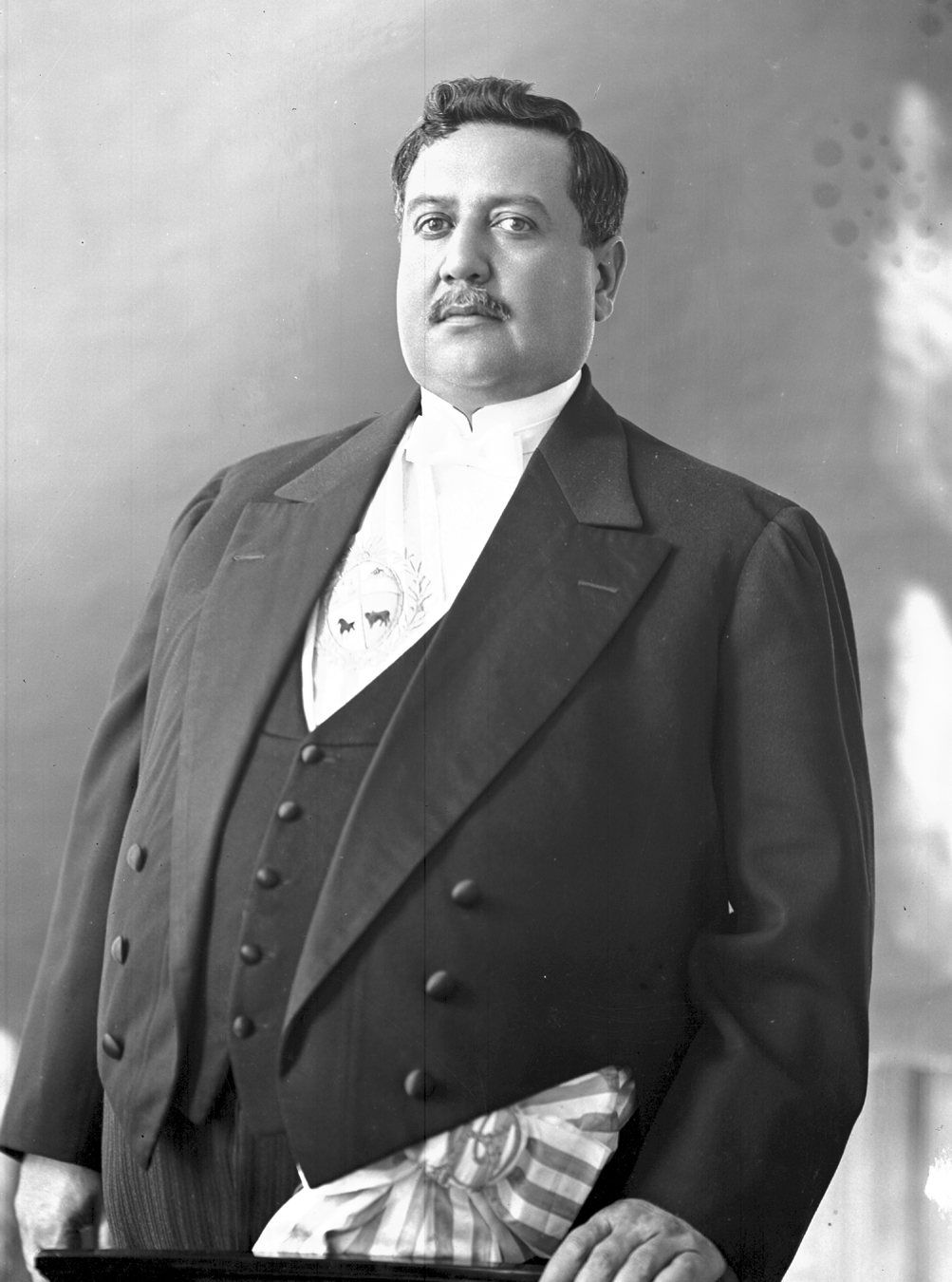
Feliciano Viera, presidente de Uruguay entre 1915 y 1919.

Una de sus figuras más destacadas fue el político Eduardo Blanco Acevedo.

## Historia

### Orígenes
El vierismo fue la segunda escisión en rechazo del predominio batllista dentro del Partido Colorado, siendo el riverismo la primera.
El gobierno presidido por Feliciano Viera (1915-1919), colegialista e integrante del ala moderada del batllismo, continuó con algunas de las reformas de Batlle. Sin embargo, las frenó tras la derrotada del batllismo en las elecciones del 30 de julio de 1916 para elegir a los constituyentes que reformarían a la Constitución. Resultando victoriosos en esta elección los anticolegialistas (riveristas, blancos y cívicos), Viera anunció una detención de las reformas con la siguiente formulación: "Bien, señores, no avancemos más en materia de legislación económica y social; conciliemos el capital con el obrero. hemos marchado bastante aprisa; hagamos un alto en la jornada". El "alto" del reformismo, apoyado por las patronales y propietarios rurales, fue conocido como el "Alto de Viera". 

### Vierismo como sector
Con el paso del tiempo se profundizaron las diferencias entre Viera y Batlle. El quiebre se concretó cuando los batllistas propusieron rearmar la estructura partidaria para mandatar a los gobernantes colorados. En rechazo, Viera fundó en marzo de 1919 el "Partido Colorado Radical" y en mayo el diario La Defensa, desde el cual acusó al batllismo de volcarse al socialismo:  "Hasta aquí hemos estado de acuerdo con el señor Batlle [...] no lo acompañaremos en un avancimos a outrance".
El vierismo consolidó su base electoral en el Estado, al desplazar al batllismo de los principales cargos de la conducción gubernamental desde 1919, el Consejo Nacional de Administración y el Senado. El vierismo tuvo así una influencia desproporcionada en relación con su caudal electoral (8% de los votos colorados en 1922, 7% en 1925 y 4% en 1930), convirtiéndose en la minoría colorada más exitosa para frenar al batllismo, el gran sector mayoritario del Partido Colorado en aquel momento. Muchas veces, para asegurar este bloqueo, Viera se apoyó en los consejeros nacionalistas, acuerdo que el batllismo criticó como "vierioribista".
En 1925 el vierismo llegó a votar fuera del lema del Partido Colorado, provocando que el caudillo nacionalista Luis Alberto de Herrera resultara electo presidente del Consejo Nacional de Administración.

### Fin del vierismo
Tras la muerte de Feliciano Viera en 1927, el vierismo se disgregó. Sus principales cuadros políticos apoyaron el golpe de Estado de 1933 e integraron el gabinete de la dictadura de Gabriel Terra.